# Le 31 du mois d'août
Ne doit pas être confondu avec Au 31 du mois d'août.
Le 31 du mois d'août est un roman de Laurence Cossé, paru en 2003 aux éditions Gallimard. L'auteure y raconte l'histoire d'une jeune femme, Lou, qu'elle imagine être la conductrice qui se trouvait au volant de la Fiat Uno blanche qui provoqua l'accident de voiture dans lequel Diana Spencer trouva la mort, le 31 août 1997. Épouvantée à l'idée d'être retrouvée et exposée dans les médias, Lou tait son aventure et s'enfuit. Le roman décrit son périple et sa métamorphose.

## Thèmes
Laurence Cossé aborde dans ce roman le thème de la culpabilité, de la violence et de la cruauté des médias modernes.